# IF Castor
IF Castor är Jämtlands och Östersunds äldsta skridsko- och konståkningsförening, bildad 1918. Föreningen har en framgångsrik historia. Skridskoåkarna  Carl-Eric Asplund, John Sigvard Ericsson och Örjan Sandler vann olympiska medaljer på OS 1952, 1956 respektive 1968. Idag är IF Castor en flersektionsförening där konståkning är den största sektionen. Klubbens hemmaarena är Östersund Arena som invigdes 2013. I arenan finns två ishallar, Nofall, gymnastikhall, restaurang, och utanför i direkt anslutning även en bandyplan. Anläggningen har plats för upp till 2700 åskådare.

## IF Castor Konståkning Östersund
IF Castor Konståkning har sin bas i Östersund och är IF Castors största sektion. Den har idag runt 200 aktiva konståkare, varav över 50 är tävlingsåkare. Föreningen har tävlande i såväl pojk/herr-som flick/damklass på olika nivåer, från nybörjare upp till högsta elitserien. 
Sektionens huvudtränare är Janusz Karweta. Han är en polsk konståkare sedan nästan 20 år med 10 års erfarenhet av internationella tävlingar. Han är sexfaldig polsk mästare i konståkning. Janusz Karweta har tidigare varit tränare i konståkning vid Ice Castle – International Training Center i Lake Arrowhead, USA, Bangkok och Jakarta, men leder sedan 2015 IF Castors konståkningsskola och skridskoskola.  Han har Svenska Konståkningsförbundets tränarutbildning 4A, förutom universitetsstudier i idrott och hälsa. Han är också koreograf för både individuella program och program till isshower, som IF Castor varje termin uppför.